# Flora de Argentina

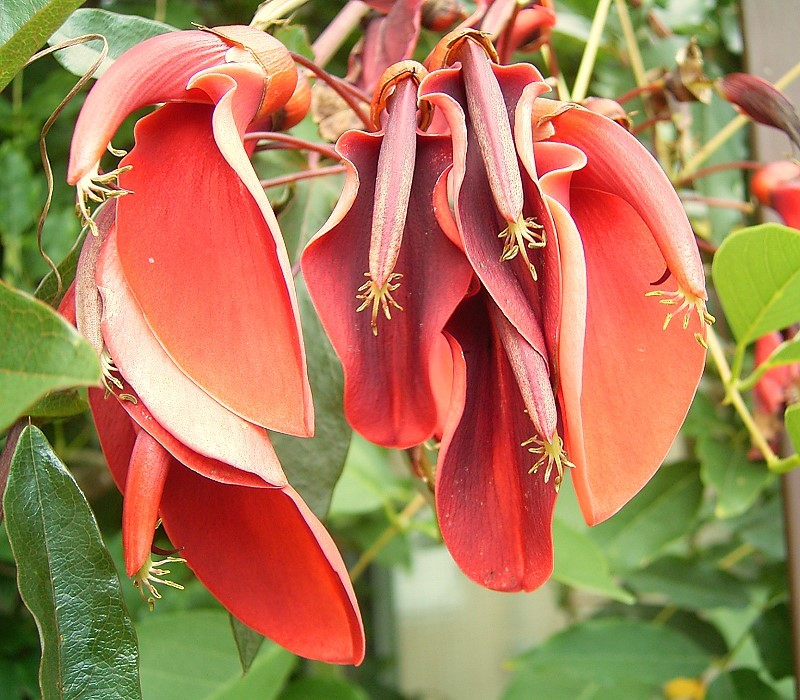
La flor del ceibo es la flor y el árbol nacional de la Argentina por el Decreto 138474/42.

La flora de Argentina es muy diversa y comprende árboles, arbustos, pastos y otras especies. 
Las plantas subtropicales dominan el norte del país, como parte de la región del Gran Chaco. El género Aspidosperma de árboles está bien diseminado y se halla representado por el palo de rosa y el árbol del quebracho; también son predominantes los árboles blancos y negros del algarrobo (Prosopis alba y Prosopis nigra). La sabana existe en las regiones más secas, cerca de los Andes. Las plantas acuáticas prosperan en los humedales que dotan a la región.
En la zona central del país se encuentra la Pampa húmeda, una gran pradera. Originalmente, la pampa no tenía virtualmente ningún árbol; pero debido a la intervención humana se encuentran presentes ciertas especies importadas como el sicómoro americano o el eucalipto. Uno de los árboles nativos de la zona es el ombú, un árbol de tipo perennifolio.
Los suelos superficiales de la llanura pampeana poseen una gran cantidad de humus. Esto hace que la región sea muy productiva para la agricultura.
La pampa occidental o pampa seca recibe menos de 500mm/año de precipitaciones, y es una llanura de hierbas duras o estepa. En gran parte su tussok es el mismo del Comahue, la región central de la pampa occidental, y se halla recubierta de «montes» o bosques del árbol caducifolio llamado caldén. El mismo se distribuye en una diagonal que va desde los límites meridionales de las provincias de Córdoba y San Luis hasta los límites meridionales de las provincias de La Pampa y Buenos Aires.
La mayor parte de la vegetación de la Patagonia argentina está compuesta de arbustos y hierbas, adaptadas para soportar las condiciones secas de dicho hábitat. El suelo es duro y rocoso e imposibilita la agricultura a gran escala, a excepción de los valles. Los bosques coníferos crecen en la Patagonia occidental y en la isla de Tierra del Fuego. Las coníferas nativas de la región incluyen el alerce, ciprés de la cordillera, ciprés de las guaitecas, el huililahuán, el lleuque, mañío hembra, y la araucaria, mientras que los árboles hojosos nativos incluyen varias especies de Nothofagus, entre ellos el coigüe, el lenga y el ñire.
Árboles foráneos presentes en plantaciones de la silvicultura son la Picea, el ciprés, y el pino. Las plantas comunes son el copihue y el colihue. En Cuyo, abundan los arbustos espinosos semiáridos y otras plantas xerófilas. A lo largo de varios oasis, las hierbas y árboles de río crecen en números significativos. El área presenta las condiciones óptimas para el crecimiento a gran escala de las vides de uva. En el noroeste de la Argentina hay muchas especies del cactus. En las elevaciones más altas (sobre 4000 m s. n. m.), no crece ninguna vegetación importante debido a la altitud extrema, y los suelos están virtualmente desprovistos de cualquier vida de plantas.
La mayor parte de la Argentina se encuentra dentro de la región fitogeográfica Neotropical (Cabrera, 1976), hallándose 4 dominios representados en esta región. La mayor riqueza florística de la Argentina se halla en selvas subtropicales del dominio Amazónico situado en el norte del país. El dominio Chaqueño es a su vez la formación más extensa, con bosques subtropicales caducos, estepas y sabanas desde el océano Atlántico a la región andina, y desde los límites con Bolivia y Paraguay hasta el norte de la provincia de Chubut. Al sur y oeste de Argentina se encuentra el dominio Andino patagónico, que comprende los desiertos de altura de los Andes, la Puna y las estepas patagónicas, y el dominio Subantártico que comprende una angosta franja de bosques templados caducifolios y perennifolios a lo largo de los Andes patagónicos.

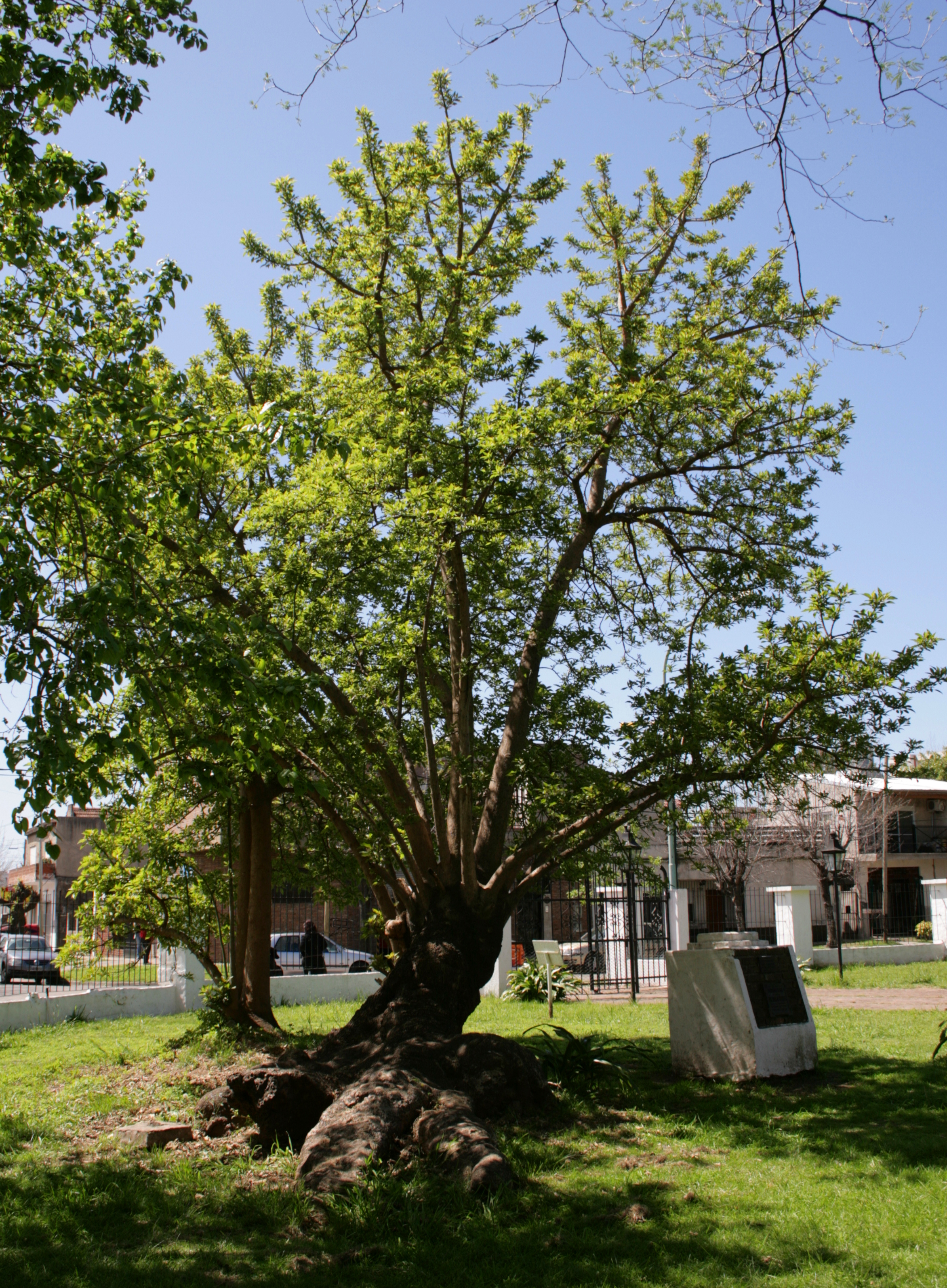
El ombú, propio de la pampa argentina.
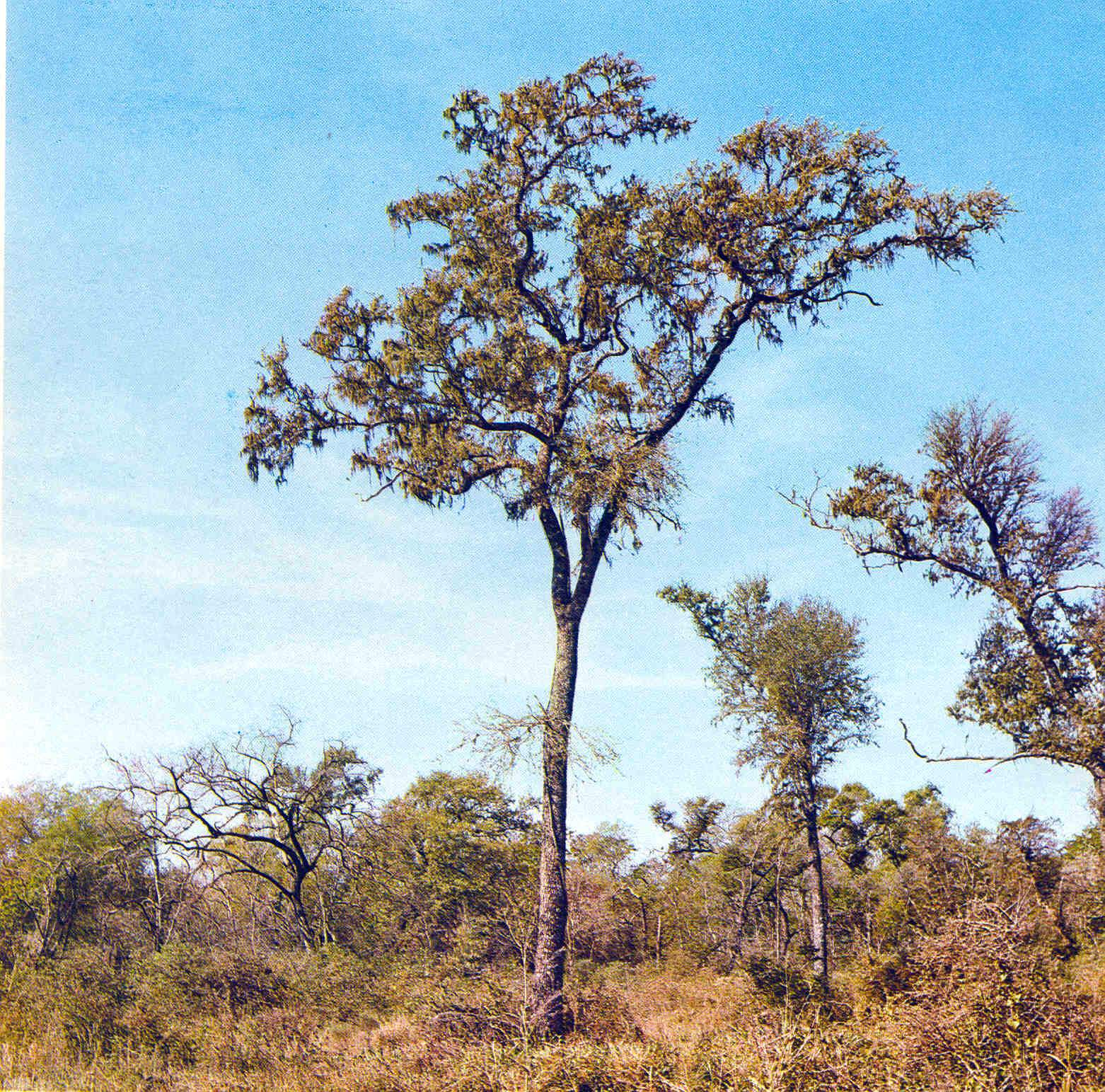
Quebracho colorado chaqueño.
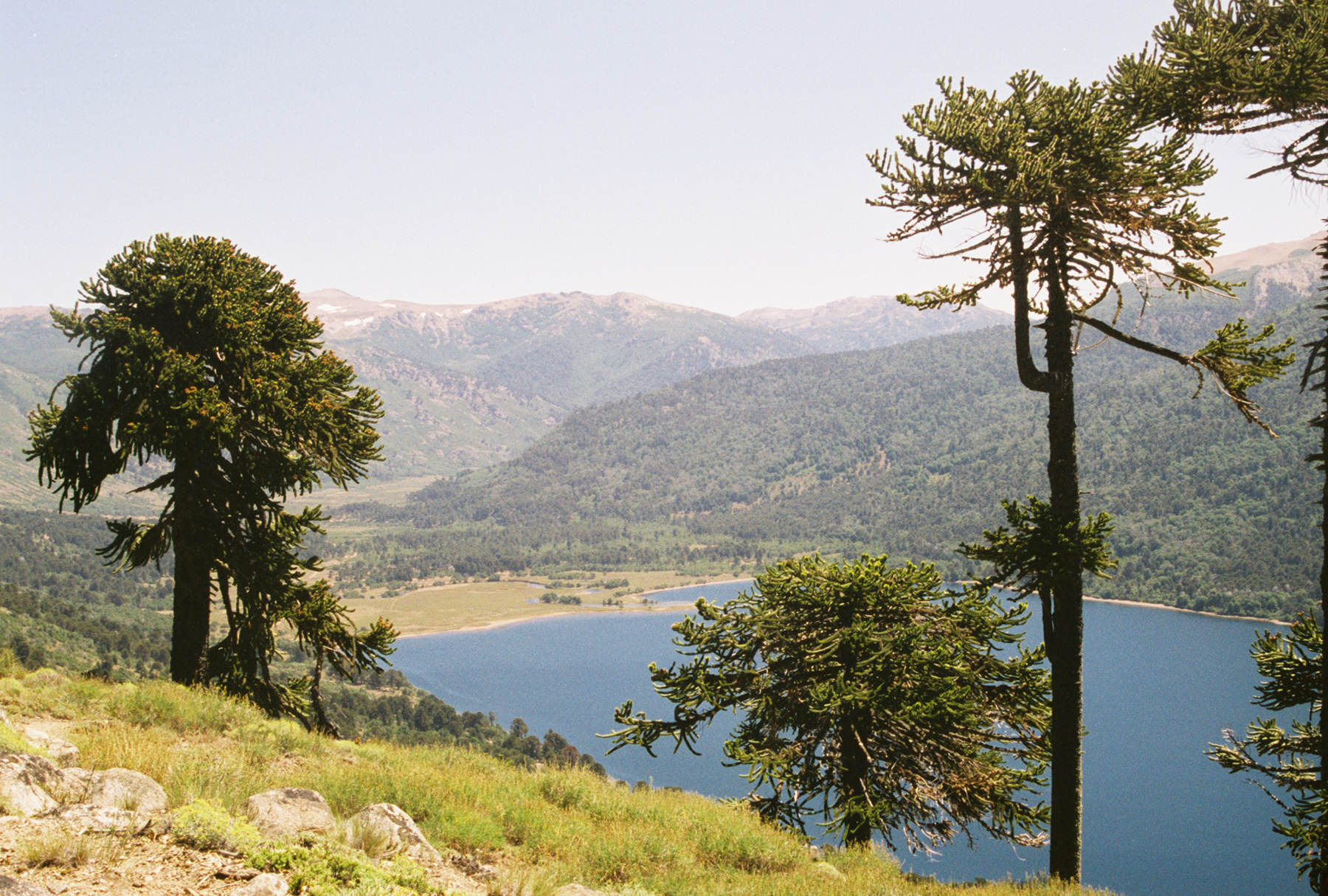
Araucarias en Neuquén.
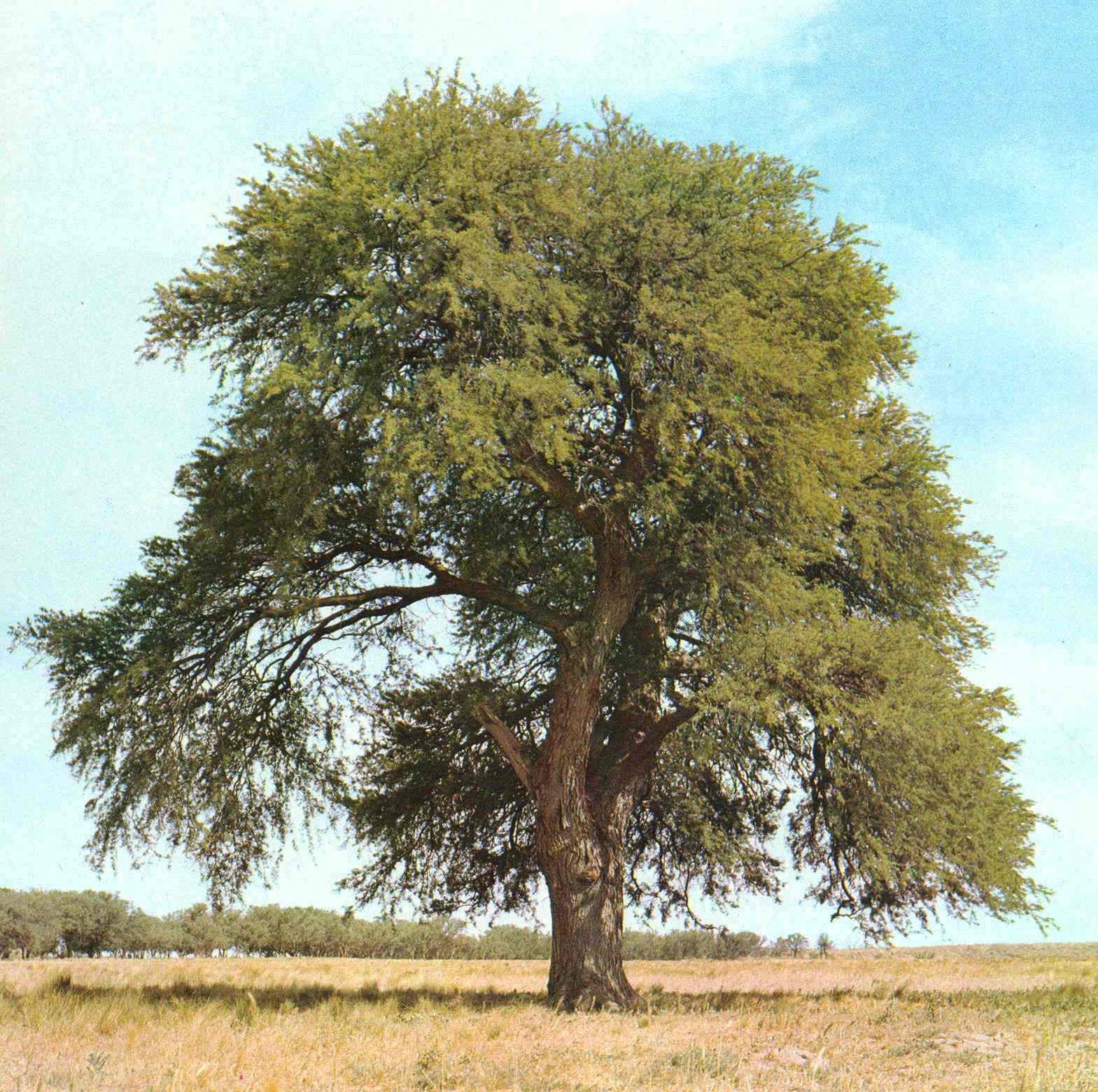
Caldén, en La Pampa.
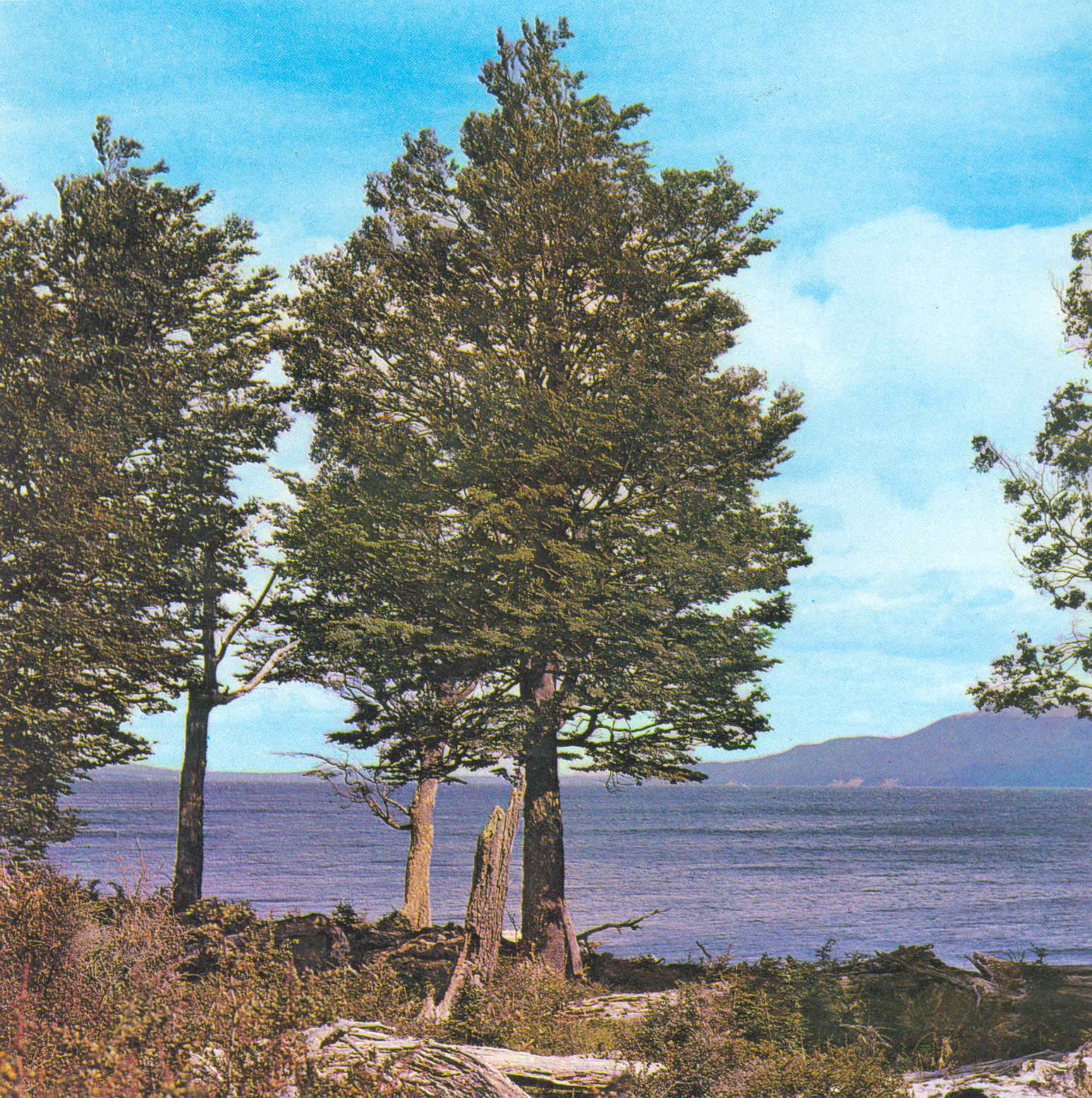
Lengas en Tierra del Fuego.
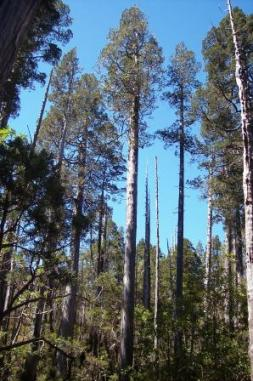
Lahuán o la conífera llamada alerce patagónico, en Chubut.
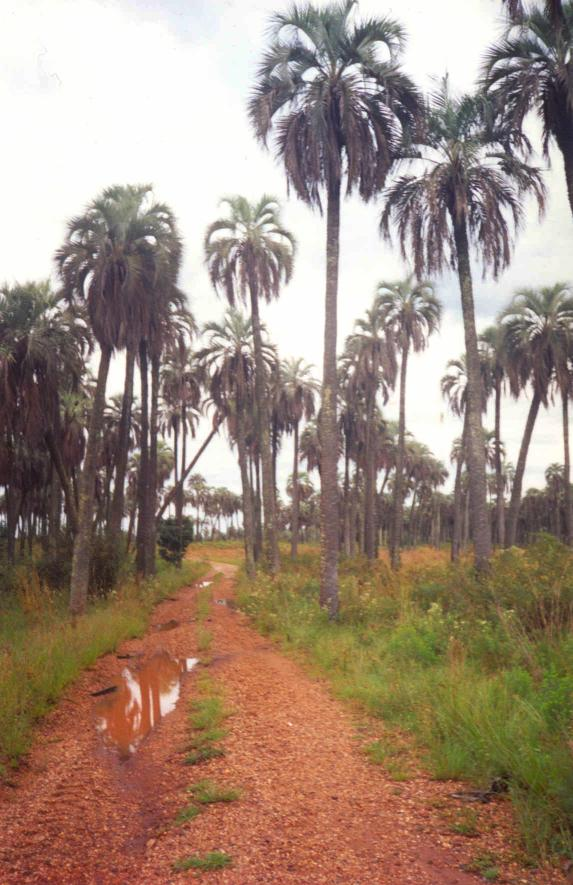
Palmeras yatay en Entre Ríos
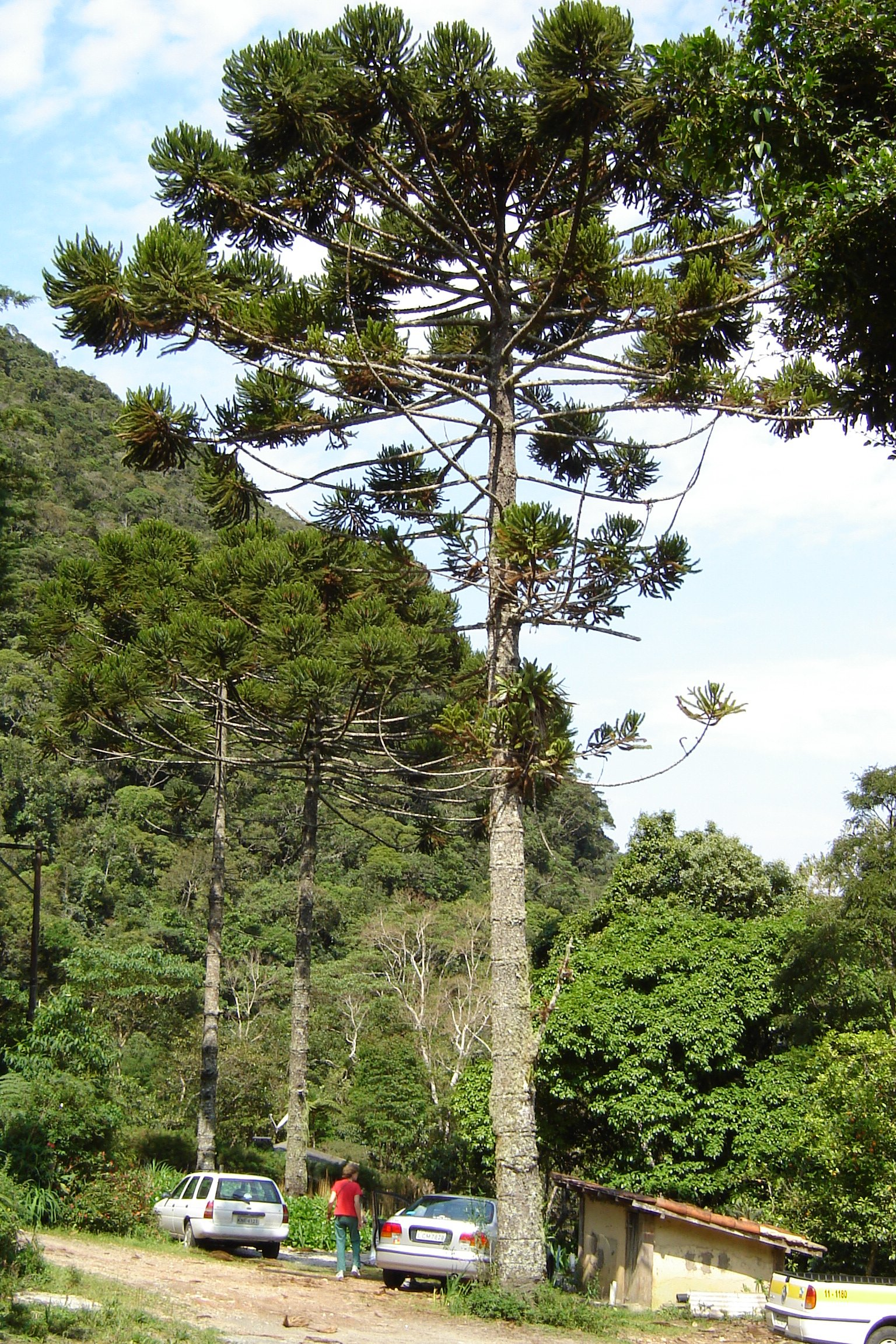
Cury, prospera desde el este de la provincia de Misiones.
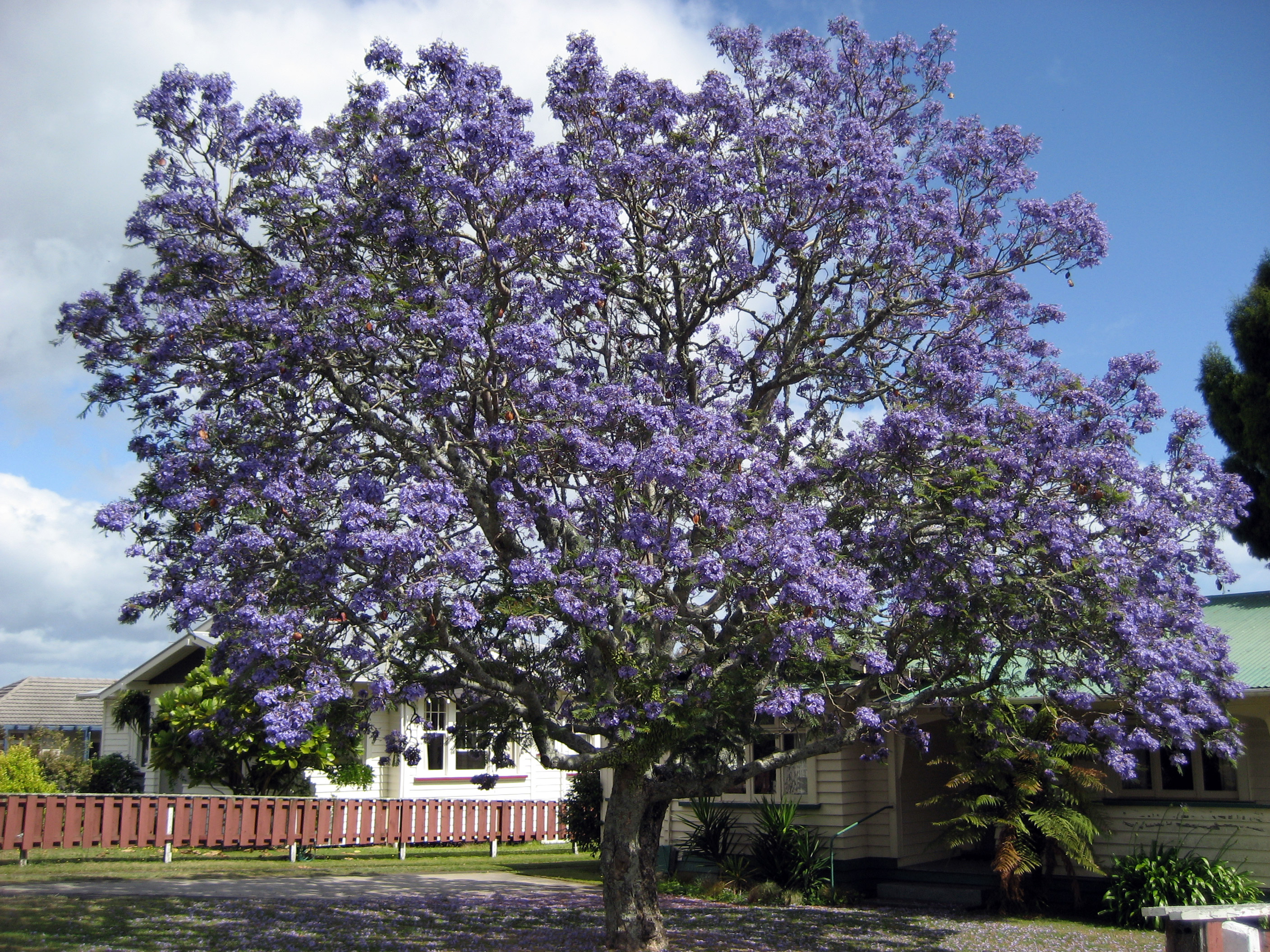
Jacarandá, árbol endémico del país que fue introducido en otras partes del mundo.

## Bosques
Los bosques de Argentina son el conjunto de ecosistemas de tipo boscoso de la Argentina. Los bosques de Argentina se ubican en la región fitogreográfica neotropical y antártico. Argentina cuenta con siete regiones forestales de bosque nativo: el bosque andino patagónico, el bosque chaqueño, el monte, la selva misionera, la selva tucumana-boliviana, el espinal y el monte blanco o bosque ribereño del Río de la Plata. Argentina es un país con cubierta forestal reducida (PCFR),: 16  es decir, que en la actualidad el área forestal nativa representa menos del 10 % de la superficie total del país, en un total de aproximadamente veintiséis millones de hectáreas. Ocupa la posición número 22 de países según superficie forestal.
La Argentina es el noveno país con mayor riqueza y biodiversidad natural, la mayoría de la cual se encuentra en sus bosques. Los bosques de Argentina prestan numerosos servicios ambientales, y contienen 25 928 636 gigagramos (Gg) de CO2. Las provincias que concentran la mayor parte de los bosques nativos son Chaco, Formosa, Santiago del Estero, Salta, Misiones, Santa Fe y La Pampa. Santiago del Estero es la provincia con más superficie de bosques, con 7.7 millones de hectáreas.
Argentina cuenta además con 1 287 232 hectáreas de bosques implantados (casi en su totalidad con especies alóctonas), según datos actualizados del Inventario Nacional de Plantaciones por Superficie. De estos bosques implantados, el 79 % se encuentra en las provincias de Misiones, Corrientes y Entre Ríos.